# リカルド・カルヴァーリョ
リカルド・アルベルト・シルヴェイラ・デ・カルヴァーリョ（Ricardo Alberto Silveira de Carvalho, 1978年5月18日 - ）は、ポルトガル・アマランテ出身の元サッカー選手、現サッカー指導者。現役時代のポジションはディフェンダー。元ポルトガル代表。現在はポルトガル代表アシスタントコーチ。

## クラブ経歴
1978年にポルト近郊の都市アマランテに誕生。1996-97シーズンにポルトガルの名門FCポルトの下部組織に入団。翌年にはトップチームでデビューを果たした。1999-00・2000-01シーズンはレンタル移籍されたが、2002年にジョルジュ・コスタの代役としてジョゼ・モウリーニョに抜擢されると2002-03シーズンには多くのタイトルを獲得。カルヴァーリョはポルトガル年間最優秀選手賞を受賞する活躍をした。2004年にはリーグ、スーパーカップ連覇のほかクラブ2度目となるUEFAチャンピオンズリーグ優勝を果たし、チャンピオンズリーグに全試合フル出場したカルヴァーリョもUEFA最優秀DF賞、UEFAチーム・オブ・ザ・イヤーを獲得した。また、その年のバロンドールではルート・ファン・ニステルローイと並んでディフェンダー最上位となる9位に選ばれた。そうした活躍で注目を集めたカルヴァーリョに対して、2004年夏の移籍市場でインテルやFCバルセロナ、レアル・マドリード、マンチェスター・ユナイテッドなどが獲得のための調査を行い、レアル・マドリードは移籍金700万ポンドを提示した。しかし、ポルト側は2,000万ポンド未満でのオファーは受け付けないとし、そのオファーを拒否した。その後、ロマン・アブラモヴィッチが買収して資金力を得たチェルシーから移籍金3000万ユーロのオファーを受けた。

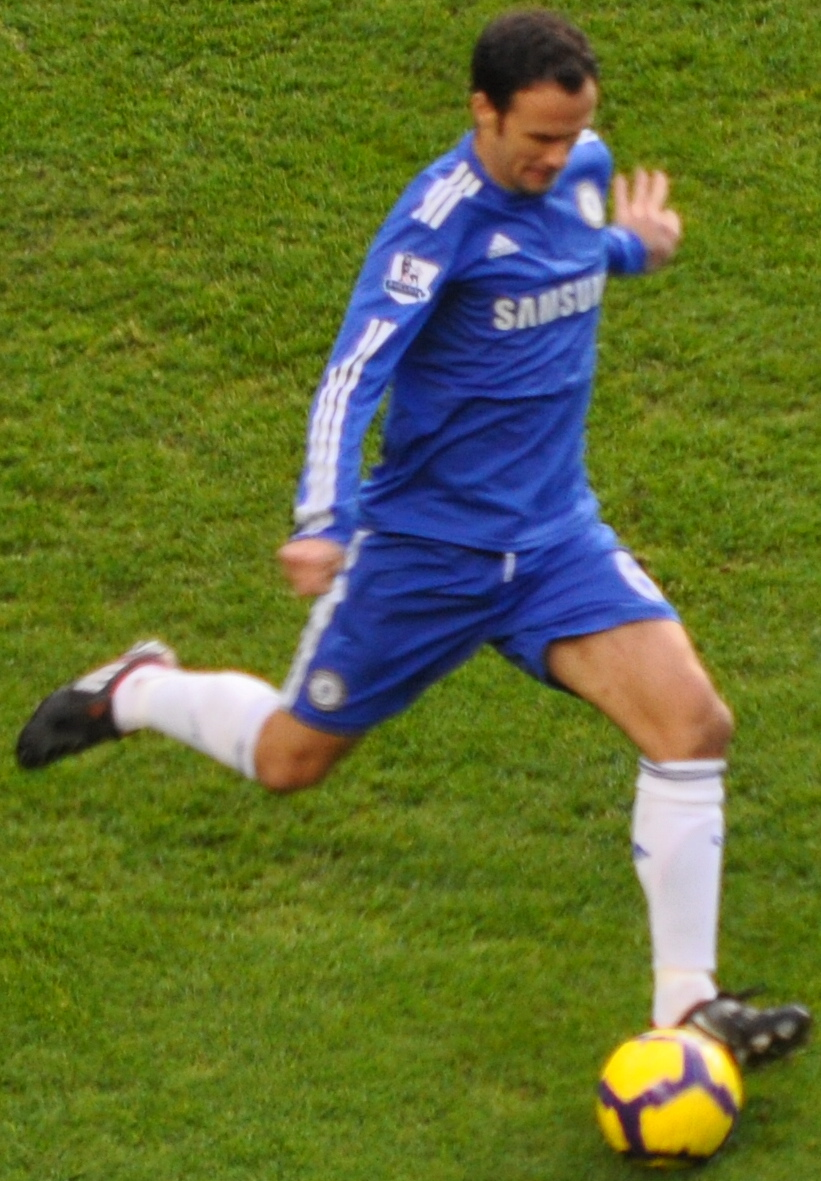
チェルシーでプレーするカルヴァーリョ（2009年）

その後、モウリーニョ、パウロ・フェレイラと共にチェルシーに移籍。マルセル・デサイーに代わる存在としてジョン・テリーらとともに強固なディフェンス陣を形成し、50年ぶりとなるリーグタイトル獲得に貢献すると共に、カーリング・カップの2冠を達成する。ノリッジ・シティ戦では初得点も記録。2005-06シーズン、カルヴァーリョは開幕戦に自身を出場させなかったモウリーニョに対し公の場で不満を爆発させた。それに対してアーセナル戦でメンバー漏れし、8万5000ポンドの罰金を科せられた。その後本人は謝罪。この直後に1試合だけ左SBで出場させられた。その試合では1得点決めている。
2006-07シーズンはチェルシーの選手の多くが怪我に見舞われ、テリーに変わってディフェンスリーダーを務める機会も多くなった。そのシーズン、モウリーニョは「06-07シーズンではチェルシーでもっとも信頼の置けるディフェンダー」と語った。4月7日に行われたトッテナム戦では、30ヤードの距離からシュートを決めた。4月28日のボルトン戦で足を負傷してしまい、UEFAチャンピオンズリーグ準決勝セカンドレグのリヴァプール戦、FAカップ決勝のマンチェスター・ユナイテッド戦に欠場した。
2007-08シーズンは、モウリーニョが去ったことによりレアル・マドリードから興味が伝えられるも残留。チェルシーでの150試合目となるミドルズブラ戦では決勝ゴールも挙げた。また、4月26日のマンチェスター・ユナイテッド戦でプレミアリーグ100試合出場も達成した。そして、5月にはジョー・コール、ミヒャエル・バラックらと共にチェルシーのプレイヤー・オブ・ザ・イヤーに選ばれた。一方でカルヴァーリョは、再びモウリーニョの下でプレーしたいと希望を語った。翌2008-09シーズンでは怪我が増え数週間以上の離脱も多くなっており、18試合の出場に止まった。
2009年夏、カルヴァーリョは｢最初の4シーズンは素晴らしかったが、最後の1年は違った｣として、かつての恩師であるモウリーニョが率いるインテルへの移籍を志願した。結局その年は残留し、コミュニティーシールドを獲得したほか、プレミアリーグ、FAカップも制した。8月9日に行われたマンチェスター・ユナイテッドとのコミュニティーシールドでは、ルイス・ナニのゴールによって1点ビハインドで迎えた後半にダイビングヘッドから同点ゴールを決めるなど勝利に貢献し、その試合のマン・オブ・ザ・マッチにも選ばれた。その後も12月20日のウェストハム・ユナイテッド戦でチェルシーでの200試合出場を果たした。しかし、2010年3月24日のポーツマス戦でまたしても負傷してしまった。チームを離れている間、テリーとアレックスがファーストチョイスとなり、さらにポルトガル代表監督であるカルロス・ケイロスが、カルヴァーリョが南アフリカW杯のメンバーに入れない可能性も示唆した。その怪我によってリーグ戦やFAカップ決勝に出場することが出来なかったカルヴァーリョは、チェルシーからの退団、そしてモウリーニョが新たに監督として就任したレアル・マドリードへの移籍願望を語った。
2010年8月10日、移籍金670万ポンドの2年契約(1年の延長オプション付き)でレアル・マドリードに移籍、三度モウリーニョの下でプレーすることとなった。マジョルカとのリーグ開幕戦では先発出場し、ホーム初戦である第2節オサスナ戦ではクリスティアーノ・ロナウドのパスから決勝点となる移籍後初ゴールも挙げた。その後も多くの試合に先発出場し、サンティアゴ・ベルナベウで行われたアトレティコ・マドリードとのダービー戦でも前半13分に得点を決め、試合のマン・オブ・ザ・マッチに選ばれた。
出場すれば経験豊富な老獪な技術で守備陣を統率するも、近年は加齢もあってか負傷の頻度が増えている。2011-12シーズンは背中やひざなどの故障に悩まされ、2012年1月18日に行われたコパ・デル・レイでのエル・クラシコで4ヶ月ぶりに戦線復帰した。しかし、その後もセルヒオ・ラモスとペペらが重宝され、出場機会は激減。2012-13シーズンは開幕前に移籍先を探していたが結局見つからず、契約延長オプションで残留したが、ラファエル・ヴァラーヌに背番号2番を奪われ、遂に構想外となった。しかし、シーズン中盤にペペが怪我で長期離脱しラモスも長期出場停止処分を受けてしまい、CBの層が一気に薄くなってしまうという事態に陥った事で、再びカルヴァーリョは出場機会を得て、そこで以前のような輝きを見せチームの窮地を救った。
2013年5月28日、自由契約でASモナコに移籍、契約期間は1年。
2017年2月15日、中国サッカー・スーパーリーグ・上海上港に加入した。シーズン終了後に現役引退。

## 代表経歴

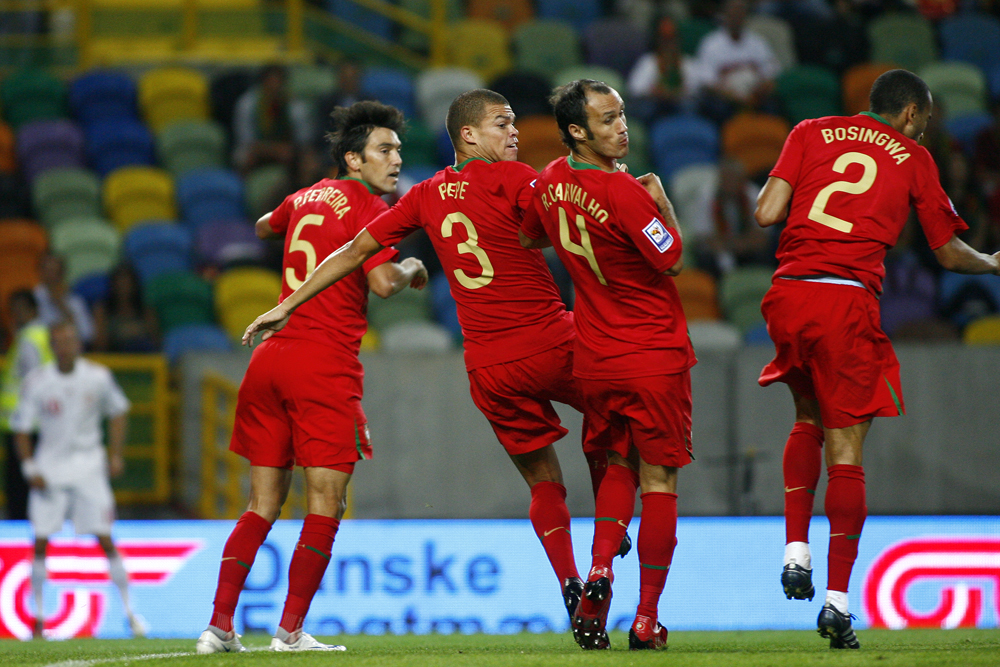
ポルトガル代表でのR.カルヴァーリョ（左からP.フェレイラ、ペペ、カルヴァーリョ、J.ボシングワ）

2003年10月11日、アルバニアとの親善試合でポルトガル代表デビュー。EURO2004のグループリーグ初戦であるギリシャ戦後、フェルナンド・コウトからスターティングメンバーの座を奪った。大会では優秀選手に選ばれ、ポルトガルの準優勝にも貢献。アラン・ハンセンにソル・キャンベルと共に大会で最も優れたディフェンダーに挙げられた。
ドイツW杯の準々決勝、対イングランド戦でウェイン・ルーニーに股間を踏まれる。この行為により、ルーニーはレッドカードを掲示されて退場させられた。その際、クリスティアーノ・ロナウドがポルトガルのベンチに向かってウインクする映像が映し出されたことにより、イギリスのメディアはロナウドの抗議がオラシオ・エリソンドの判断に影響を与えたのではないかと推測した。その試合は結局、PK戦までもつれ込むもポルトガルが勝利した。準決勝のフランス戦、カルヴァーリョはペナルティエリア内でティエリ・アンリに対してファールを犯してPKを与えると、ジネディーヌ・ジダンに決められた。それが決勝点となり、ポルトガルは敗れた。3-1で敗れたドイツとの3位決定戦には、累積警告で出場することは出来なかった。その試合を除く全ての試合に出場し、大会のオールスターチーム23人にも選ばれた。
EURO2008では、グループステージのトルコ戦、チェコ戦、準々決勝のドイツ戦の3試合に出場。南アフリカW杯でも先発に選ばれ、ブルーノ・アルヴェスとDFコンビを組んだ。
2011年8月31日に行われた代表遠征の練習において控え組に回され、それに不満を持ったカルヴァーリョはパウロ・ベント監督と衝突。代表キャンプを途中で放棄した。この騒動によってカルヴァーリョは代表から追放され、ベントも「リカルドが望むなら、私はいつでも彼と話す準備がある。しかし、プロフェッショナルとしての見解で、このままなら私は自分の意見を変えることはない」と語った。また、カルヴァーリョも代表引退の考えを明かした。その後ベントは話し合いの場を設け、代表復帰の可能性も示唆した。しかし、ポルトガルサッカー連盟はこの騒動を重く受け止め、カルヴァーリョに対して1年間の代表戦出場停止処分を課した。
2014年10月、新たに監督に就任したフェルナンド・サントスによって3年ぶりに代表に招集された。2015年3月29日のUEFA EURO 2016予選、セルビア戦では代表では8年ぶりとなるゴールを挙げた。その後もコンスタントに招集され、本大会のメンバーにも選出。グループリーグの3試合に出場した。決勝トーナメントではジョゼ・フォンテにポジションを奪われて出番が無かったが、それでもポルトガル代表の初優勝に貢献した。

## 引退後
2019年7月、リーグ・アンのオリンピック・マルセイユの監督に就任したばかりの旧知のアンドレ・ビラス・ボアス（ビラス・ボアスはカルヴァーリョの恩師であるモウリーニョのアシスタントコーチを歴任）の招聘を受け、アシスタントコーチに就任。

## プレースタイル
鋭い読みで相手の攻撃を寸断し、ラインコントロールや後方からのビルドアップなど頭脳的なプレーも一級品の守備職人。空中戦に強くテクニックもあり、そのプレーはかつてイタリア代表やACミランで活躍したフランコ・バレージとも比較されている。ファウルまがいの激しいプレーも厭わず、チェルシー時代に「自分の身体はプレミアリーグの一般的なセンターバックに比べて決して強くはない。しかし、激しいプレーやタックルが好きで、芝の上を滑ることが好きだ」と語っている。チェルシー移籍初年度、タフでフィジカルの強いイングランドの選手に対抗するため2005年5月からジムに通い身体を作った。

## 人物
同郷でありFCポルト時代の恩師であるジョゼ・モウリーニョを最高の監督と語っており、ポルト、チェルシー、レアル・マドリードと異なる3つのクラブでモウリーニョの下でプレーした。
ポルトガル人の夫人との間に二人の子供がいる。

## 個人成績
| シーズン         | クラブ                     | ディビシオン             | リーグ | リーグ | カップ | カップ | リーグカップ | リーグカップ | UEFA | UEFA | その他 | その他 | シーズン通算 | シーズン通算 |
| シーズン         | クラブ                     | ディビシオン             | 出場   | 得点   | 出場   | 得点   | 出場         | 得点         | 出場 | 得点 | 出場   | 得点   | 出場         | 得点         |
| ---------------- | -------------------------- | ------------------------ | ------ | ------ | ------ | ------ | ------------ | ------------ | ---- | ---- | ------ | ------ | ------------ | ------------ |
| 1997-98          | レッサ                     | スーペル・リーガ         | 22     | 1      | 2      | 0      | -            | -            | -    | -    | -      | -      | 24           | 1            |
| 1998-99          | ポルト                     | スーペル・リーガ         | 1      | 0      | 0      | 0      | -            | -            | 0    | 0    | 0      | 0      | 1            | 0            |
| 1999-00          | ヴィトーリア・セトゥーバル | スーペル・リーガ         | 25     | 2      | 2      | 0      | -            | -            | -    | -    | -      | -      | 27           | 2            |
| 2000-01          | アルヴェルカ               | スーペル・リーガ         | 29     | 1      | 3      | 0      | -            | -            | -    | -    | -      | -      | 32           | 1            |
| 2001-02          | ポルト                     | スーペル・リーガ         | 25     | 0      | 2      | 0      | -            | -            | 10   | 0    | -      | -      | 37           | 0            |
| 2002-03          | ポルト                     | スーペル・リーガ         | 18     | 1      | 6      | 0      | -            | -            | 7    | 0    | 1      | 0      | 32           | 1            |
| 2003-04          | ポルト                     | スーペル・リーガ         | 29     | 2      | 3      | 0      | -            | -            | 13   | 1    | 1      | 0      | 46           | 3            |
| 2004-05          | チェルシー                 | プレミアリーグ           | 25     | 1      | 1      | 0      | 3            | 0            | 10   | 0    | -      | -      | 39           | 1            |
| 2005-06          | チェルシー                 | プレミアリーグ           | 24     | 1      | 3      | 0      | 0            | 0            | 8    | 2    | 0      | 0      | 35           | 3            |
| 2006-07          | チェルシー                 | プレミアリーグ           | 31     | 3      | 5      | 1      | 4            | 0            | 10   | 0    | 1      | 0      | 51           | 4            |
| 2007-08          | チェルシー                 | プレミアリーグ           | 21     | 1      | 2      | 0      | 4            | 0            | 10   | 0    | 1      | 0      | 38           | 1            |
| 2008-09          | チェルシー                 | プレミアリーグ           | 12     | 1      | 2      | 0      | 0            | 0            | 4    | 0    | -      | -      | 18           | 1            |
| 2009-10          | チェルシー                 | プレミアリーグ           | 22     | 0      | 1      | 0      | 0            | 0            | 5    | 0    | 1      | 1      | 29           | 1            |
| 2010-11          | レアル・マドリード         | プリメーラ・ディビシオン | 33     | 3      | 6      | 0      | -            | -            | 9    | 0    | -      | -      | 48           | 3            |
| 2011-12          | レアル・マドリード         | プリメーラ・ディビシオン | 8      | 0      | 1      | 0      | -            | -            | 2    | 0    | 2      | 0      | 13           | 0            |
| 2012-13          | レアル・マドリード         | プリメーラ・ディビシオン | 9      | 0      | 6      | 0      | -            | -            | 1    | 0    | 0      | 0      | 16           | 0            |
| 2013-14          | ASモナコ                   | リーグ・アン             | 37     | 0      | 3      | 0      | 0            | 0            | -    | -    | -      | -      | 40           | 0            |
| 2014-15          | ASモナコ                   | リーグ・アン             | 25     | 0      | 1      | 0      | 2            | 0            | 6    | 0    | -      | -      | 34           | 0            |
| 2015-16          | ASモナコ                   | リーグ・アン             | 32     | 2      | 1      | 0      | 2            | 0            | 8    | 0    | -      | -      | 43           | 2            |
| ポルトガル通算   | ポルトガル通算             | ポルトガル通算           | 149    | 7      | 18     | 0      | 0            | 0            | 30   | 1    | 2      | 0      | 199          | 8            |
| イングランド通算 | イングランド通算           | イングランド通算         | 135    | 7      | 14     | 1      | 11           | 0            | 47   | 2    | 3      | 1      | 210          | 11           |
| スペイン通算     | スペイン通算               | スペイン通算             | 49     | 3      | 13     | 0      | 0            | 0            | 12   | 0    | 2      | 0      | 76           | 3            |
| フランス通算     | フランス通算               | フランス通算             | 94     | 2      | 5      | 0      | 4            | 0            | 14   | 0    | 0      | 0      | 117          | 2            |
| クラブ通算       | クラブ通算                 | クラブ通算               | 428    | 19     | 50     | 1      | 15           | 0            | 103  | 3    | 7      | 1      | 603          | 24           |

## 代表歴

### 出場大会
- ポルトガル代表
  - 2006 FIFAワールドカップ
  - 2010 FIFAワールドカップ

### 試合数
- 国際Aマッチ 89試合 6得点（2003年-2016年）[35]

| ポルトガル代表 | 国際Aマッチ | 国際Aマッチ |
| 年             | 出場        | 得点        |
| -------------- | ----------- | ----------- |
| 2003           | 1           | 0           |
| 2004           | 14          | 0           |
| 2005           | 7           | 1           |
| 2006           | 13          | 3           |
| 2007           | 5           | 1           |
| 2008           | 9           | 0           |
| 2009           | 11          | 0           |
| 2010           | 12          | 0           |
| 2011           | 3           | 0           |
| 2012           | 0           | 0           |
| 2013           | 0           | 0           |
| 2014           | 3           | 0           |
| 2015           | 5           | 1           |
| 2016           | 6           | 0           |
| 通算           | 89          | 6           |

### 得点
| # | 開催日        | 開催地                                 | 対戦国           | スコア | 結果 | 大会                        |
| - | ------------- | -------------------------------------- | ---------------- | ------ | ---- | --------------------------- |
| 1 | 2005年9月3日  | ファロ、エスタディオ・アルガルヴェ     | ルクセンブルク   | 2–0    | 6–0  | 2006 FIFAワールドカップ予選 |
| 2 | 2006年9月1日  | コペンハーゲン、ブレンビー・スタジアム | デンマーク       | 1–1    | 4–2  | 親善試合                    |
| 3 | 2006年10月7日 | ポルト、エスタディオ・ド・ベッサ       | アゼルバイジャン | 2–0    | 3–0  | UEFA EURO 2008予選          |
| 4 | 2007年2月7日  | ロンドン、エミレーツ・スタジアム       | ブラジル         | 0–2    | 0–2  | 親善試合                    |
| 5 | 2015年3月29日 | リスボン、エスタディオ・ダ・ルス       | セルビア         | 1–0    | 2–1  | UEFA EURO 2016予選          |

## タイトル

### クラブ
FCポルト

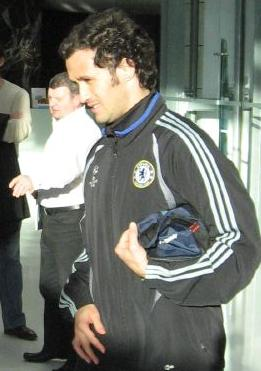
チェルシーでのカルヴァーリョ（2007年）

- ポルトガルリーグ：3回 (1998-99, 2002-03, 2003-04)
- カップ：1回 (2002-03)
- スーパーカップ：3回 (1998, 2003, 2004)
- UEFAチャンピオンズリーグ：1回 (2003-04)
- UEFAカップ：1回 (2002-03)

チェルシーFC
- プレミアリーグ：3回 (2004-05, 2005-06, 2009-10)
- FAカップ：3回 (2006-07, 2008-09, 2009-10)
- コミュニティーシールド：2回 (2005, 2009)
- フットボールリーグカップ：2回 (2005, 2007)

レアル・マドリード
- プリメーラ・ディビシオン：1回 (2011-12)
- コパ・デル・レイ：1回 (2010-11)
- スーペルコパ・デ・エスパーニャ：1回 (2012)

### 代表
ポルトガル代表
- UEFA欧州選手権：1回 (2016)